# Ranatre linéaire
Ranatra linearis
Espèce

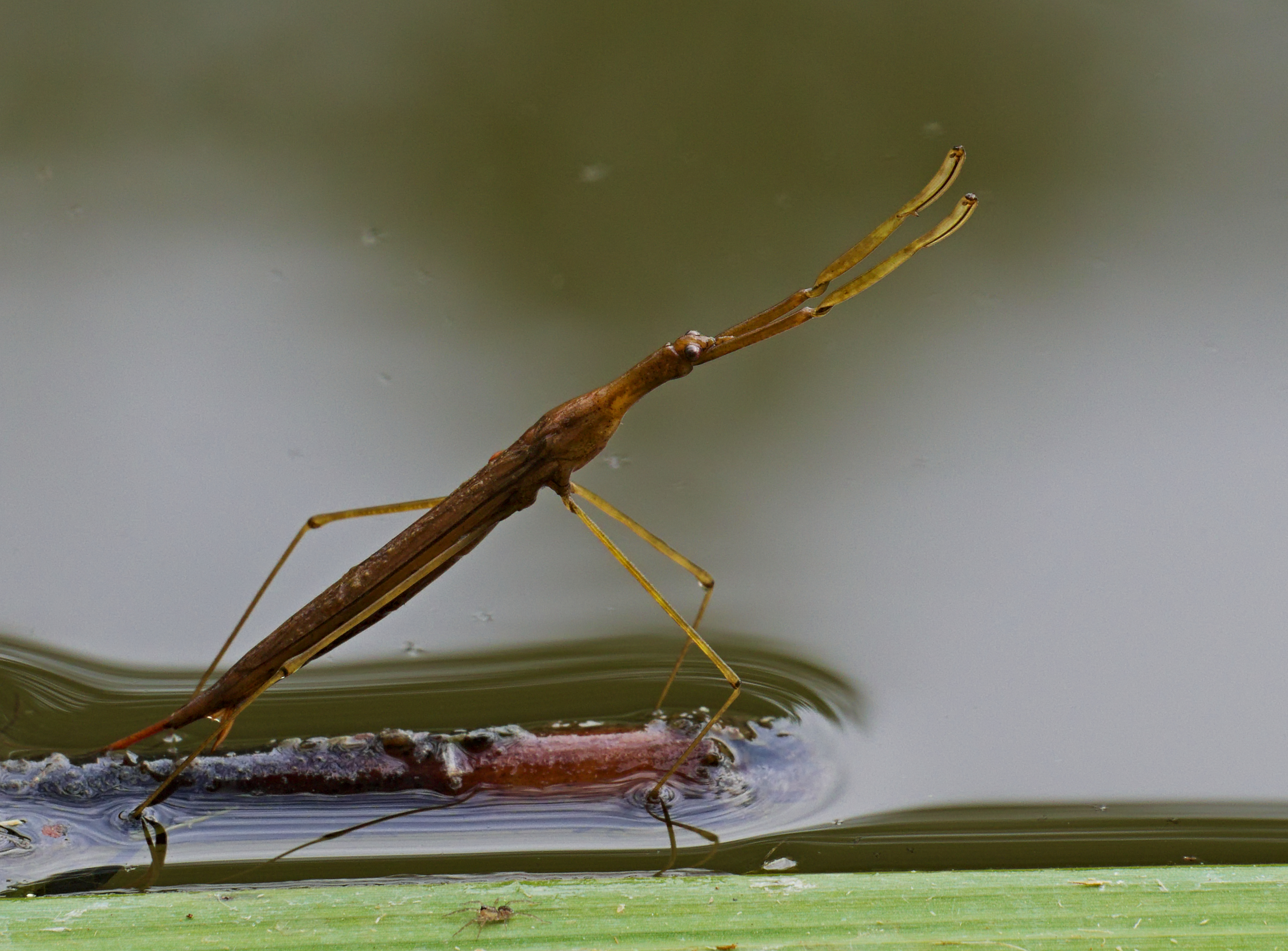
Une ranatre linéaire en train de pondre, près de Rimbach (Hesse). Juin 2017.

La ranatre linéaire (Ranatra linearis) est une espèce de punaises aquatiques de la famille des Nepidae, sous-famille des Ranatrinae et du genre Ranatra. Elle se trouve dans les étangs et étendues d'eau peu profondes, à proximité des berges et peut atteindre jusqu'à 7 cm de longueur.

## Description
D'aspect très linéaire, semblable à un phasme, la ranatre est pourvue d'un long siphon respiratoire dans le prolongement de l'abdomen. Les pattes antérieures sont ravisseuses et lui permettent d'attraper ses proies. La tête est pourvue d'un rostre à l'avant des yeux.
L'abdomen, rouge vif, est masqué par deux longs élytres. Les ailes, membraneuses, sont de couleur bleu clair.

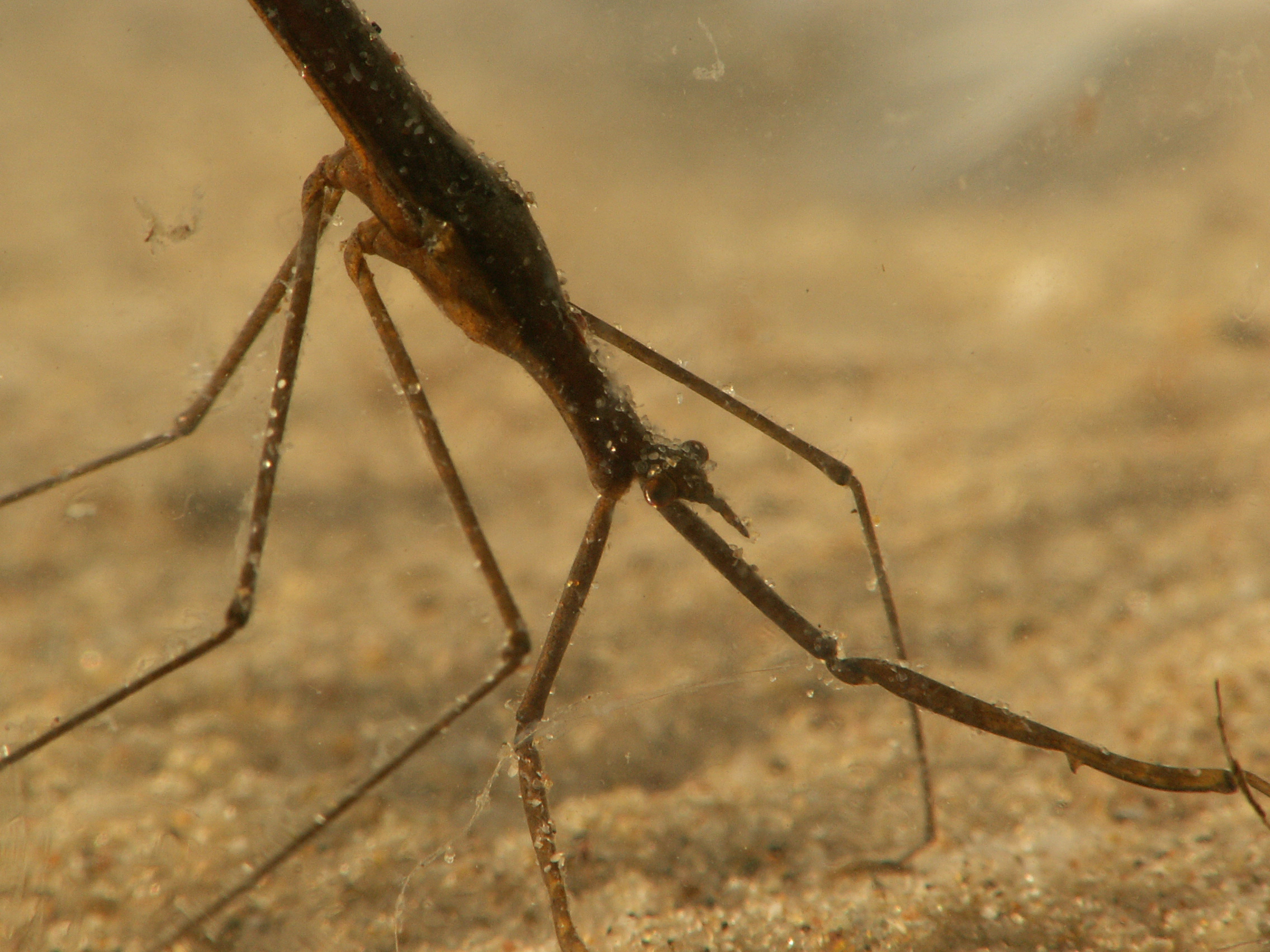
Partie antérieure

## Biologie
La ranatre est un prédateur et se nourrit de vers de vase, d'insectes aquatiques, de larves, de têtards voire de petits poissons. Elle saisit ses proies avec ses pattes ravisseuses avant de les percer de son rostre et, grâce à de fins stylets canaliculés, d'en sucer le sang. Sa forme et sa couleur lui permettent de se confondre avec l'environnement et de chasser à l'affût. Ce mimétisme est aussi un bon moyen de se camoufler de ses prédateurs. Lorsqu'on s'en saisit, la ranatre a aussi la faculté de faire le mort.

La reproduction a lieu au printemps. Le développement larvaire est estival et comporte 5 stades. Il est assez rapide puisqu'il faut moins de 2 mois pour passer du stade larvaire à l'état adulte.